# Rejon kański
Rejon kański (ros. Ка́нский райо́н, Kanskij rajon) – rejon administracyjny i komunalny Kraju Krasnojarskiego w Rosji. Stolicą rejonu jest miasto Kańsk, które administracyjnie nie stanowi części rejonu. Został on utworzony 4 kwietnia 1924 roku.

## Położenie
Rejon ma powierzchnię 4 321 km² i znajduje się w południowo-wschodniej części Kraju Krasnojarskiego, granicząc na północy z rejonem dzierżyńskim, na północnym wschodzie z rejonem abańskim, na wschodzie rejonem iłańskim, na południu z rejonem irbiejskim, na południowym zachodzie z rejonem rybińskim, a na zachodzie z rejonem suchobuzimskim.
Rejon usytuowany jest w dolinie rzeki Kan.
Przebiega tędy droga magistralna M53 z Nowosybirska do Irkucka.
Przez rejon przechodzi też główna linia kolei transsyberyjskiej.

## Ludność
W 1989 roku rejon ten liczył 31 177 mieszkańców, w 2002 roku 28 667, w 2010 roku 27 284, a w 2011 liczba mieszkańców spadła do 27 253 osób.

## Podział administracyjny
Administracyjnie rejon  dzieli się na 15 sielsowietów.